# Сандро Фазіні
Сандро Фазіні (псевдонім; також — Олександр Фазіні; справжнє ім'я — Срул Ар'євич Файнзільберг, пізніше — Саул Арнольдович Файнзільбер; 4 січня 1893, Київ — 1942, Аушвіц) — радянський, потім французький художник-сюрреаліст, ілюстратор і фотограф єврейського походження; член Об'єднання незалежних художників з 1917 року. Брат письменника Іллі Ільфа.

## Біографія
Народився 23 грудня 1892 [4 січня 1893] року в місті Києві у сім'ї богуславського міщанина, дрібного банківського службовця Арнольда (Ар'є) Файнзільберга. Був старшим з чотирьох синів. Дитинство і молоді роки провів в Одесі.
Навчався в Одеському художньому училищі. У 1911—1912 роках працював в журналі «Крокодил»; у 1912–1913 роках в газеті «Южная неделя», у 1916–1917 роках в журналі «Театр і кіно»; ілюстрував альманахи «Срібні труби» (1915), «Сьоме покривало» (1916) і «Чудо в пустелі» (1917). В 1920-х працював художником в ЮгРОСТА під керівництвом Бориса Єфимова, де малював плакати а стилі Матісса на революційні теми.
У 1920—1921 роках працював в театрі «Червоний факел» (виконав ескізи декорацій до кількох авангардним вистав) і розписував інтер'єри модних тоді одеських літературно-поетичних кабаре, зокрема театру «Інтермедії» і кабаре «Канарейка» (1918), в дусі паризьких нічних театрів.
На початку 1922 року емігрував спочатку в Константинополь, потім до Франції. В Парижі виставлявся в знаменитих салонах Осінньому, Тюїрлі, Незалежних. Його світлини виставлялись на Всесвітній виставці в Парижі. У 1930-х почав серйозно займатися фотографією, в 1934 році отримав велике замовлення на рекламну фотозйомку хімічних фабрик, потім взяв участь з цією серією в виставці в Брюсселі. Його фотографії регулярно друкувалися в паризькому тижневику «Vu» за підписом Al Fas і експонувалися на Міжнародній паризькій виставці у 1937 році.
Під час німецької окупації Парижа залишився в місті. 16 липня 1942 року разом з дружиною був заарештований і відправлений до концтабору Дрансі під Парижем, 22 липня художника і його дружину депортували в Аушвіц, де вони і загинули.
Роботи художника зберігаються в фондах Одеського історико-краєзнавчого музею, а також в приватних зібраннях Росії, Ізраїлю, США та Франції.